# 793 (numero)
Settecentonovantatré (793) è il numero naturale dopo il 792 e prima del 794.

## Proprietà matematiche
- È un numero dispari.
- È un numero composto, con 4 divisori: 1, 13, 61, 793. Poiché la somma dei suoi divisori (escluso il numero stesso) è 75 < 793, è un numero difettivo.
- È un numero semiprimo.
- È un numero felice.
- È un numero congruente.
- È un numero odioso.
- È un numero intero privo di quadrati.
- È un numero palindromo e un numero ondulante nel sistema di numerazione posizionale a base 22 (1E1) e in quello a base 24 (191).
- È parte delle terne pitagoriche (143, 780, 793), (168, 775, 793), (305, 732, 793), (432, 665, 793), (793, 1776, 1945), (793, 5124, 5185), (793, 24180, 24193), (793, 314424, 314425).
- È un numero colombiano nel sistema numerico decimale.
- È un numero stellato.

## Astronomia
- 793 Arizona è un asteroide della fascia principale del sistema solare.
- NGC 793 è una stella doppia della costellazione del Triangolo.
- Gliese 793 è un oggetto celeste.

## Astronautica
- Cosmos 793 (Strela-1M) è un satellite artificiale russo.

## Altri ambiti
- La Route nationale 793 è una strada statale della Francia.